# Aloe porphyrostachys

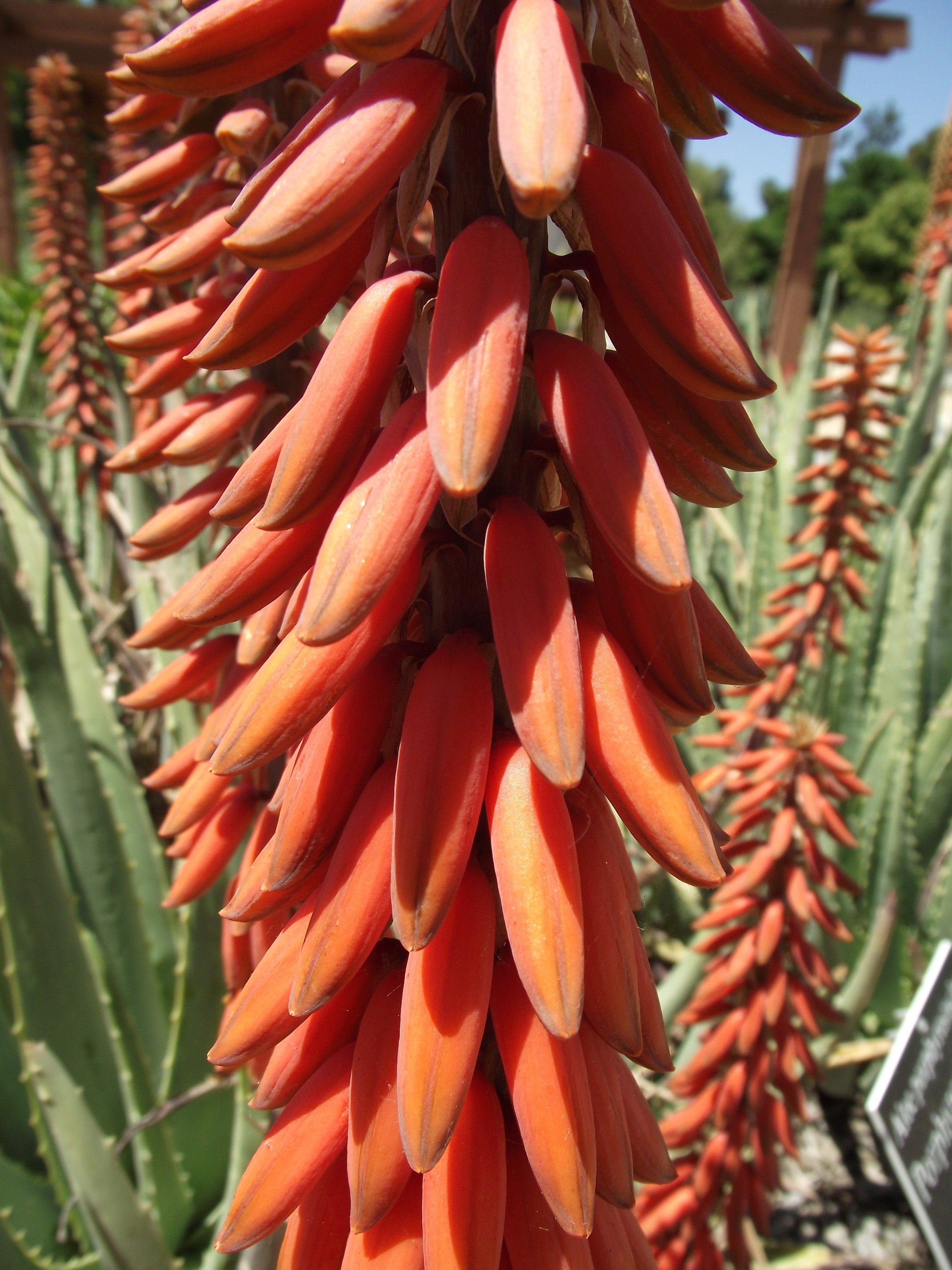
Ausschnitt aus dem Blütenstand

Aloe porphyrostachys ist eine Pflanzenart der Gattung der Aloen in der Unterfamilie der Affodillgewächse (Asphodeloideae). Das Artepitheton porphyrostachys leitet sich von den griechischen Worten porphyreos für ‚purpurrot‘ sowie stachys für ‚Ähre‘ ab und verweist auf den Blütenstand der Art.

## Beschreibung

### Vegetative Merkmale
Aloe porphyrostachys wächst stammlos und sprosst in der Regel von der Basis. Die bis zu 60 aufrechten, dreieckig verschmälerten Laubblätter bilden dichte Rosetten. Die bläulich grüne Blattspreite ist 50 bis 60 Zentimeter lang und 7,5 Zentimeter breit. Die festen, weißen Zähne am weißen, hornigen Blattrand sind 3 bis 5 Millimeter lang und stehen 25 bis 30 Millimeter voneinander entfernt.

### Blütenstände und Blüten
Der aufrechte Blütenstand besteht aus bis zu sechs Zweigen und erreicht eine Länge von bis zu 110 Zentimeter. Die sehr dichten, zylindrischen Trauben sind 45 Zentimeter lang und 4 Zentimeter breit. Die papierartigen, fünfaderigen, eiförmig-lanzettlichen Brakteen weisen eine Länge von 12 bis 15 Millimeter auf. Die leuchtend roten, keulenförmigen Blüten stehen an 2 bis 5 Millimeter langen Blütenstielen. Die Blüten sind 30 bis 35 Millimeter lang und an ihrer Basis gerundet. In ihrer Mitte weisen sie einen Durchmesser von 11 Millimeter auf. Ihre äußeren Perigonblätter sind auf einer Länge von etwa 21 bis 22 Millimeter nicht miteinander verwachsen. Die purpurbraunen Staubblätter ragen 10 bis 15 Millimeter, der Griffel 12 Millimeter aus der Blüte heraus.

## Systematik und Verbreitung
Aloe porphyrostachys ist in Saudi-Arabien auf Granit in Höhen von etwa 2000 Metern verbreitet. 
Die Erstbeschreibung durch John Jacob Lavranos und Iris Sheila Collenette wurde im Jahr 2000 veröffentlicht.

## Nachweise